# Alfred Forke
Alfred Forke (Schöningen, 1867. január 12. – Hamburg, 1944. július 9.; kínai neve pinjin hangsúlyjelekkel: Fó Ěrkè; magyar népszerű: Fo Er-ko; hagyományos kínai: 佛爾克; egyszerűsített kínai: 佛尔克) német sinológus.

## Élete és munkássága
Alfred Forke középiskolai tanulmányait Magdeburgban végezte, majd Genfben és Berlinben folytatott jogi tanulmányokat. 1889-ben szerzett doktori fokozatot Rostockban, de ekkor már a berlini keleti nyelvek szemináriumának is hallgatója volt, ahol a kínai mellett arabul és szanszkritul is tanult. 1890-ben diplomáciai szolgálatra rendelték a pekingi német nagykövetségre, majd a sanghaji konzulátuson dolgozott 1903-ig. Első, kínai tárgyú publikációi is ekkoriban jelentek meg. 1903-ban megörökölte Carl Ardent helyét a Frigyes Vilmos Egyetemen működő keleti nyelvek szemináriumának élén, amelyet 1935-ig irányított. 1933-ban egyike volt azon német professzoroknak, akik támogatásukról biztosították Adolf Hitlert és náci rezsimet.
Forke elsősorban a kínai filozófia terén végzett kutatásaival szerzett érdemeket, az 1. században íródott Lun-heng (《論衡》), vagyis Mérlegelések című ókori filozófiai mű fordításáért és elemzéséért 1908-ban Stanislas Julien-díjjal jutalmazták.

### Főbb művei
- Blüten chinesischer Dichtung
- Mê Ti
- Lun-Hêng
- Gedankenwelt des chinesischen Kulturkreises
- Geschichte der alten chinesischen Philosophie
- Geschichte der mittelalterlichen chinesischen Philosophie
- Geschichte der neueren chinesischen Philosophie